# 광주지방보훈청
광주지방보훈청(光州地方報勳廳)은 대한민국 국가보훈부의 소속기관이다. 1985년 1월 1일 발족하였으며, 광주광역시 북구 첨단과기로208번길 43에 위치하고 있다. 청장은 고위공무원단 나등급에 속하는 일반직공무원으로 보한다.

## 직무
- 보안·관인관리, 문서의 수발, 예산·회계 및 결산, 공무원의 임용·급여, 그 밖의 인사 사무
- 각종 보훈행사 및 기념사업에 관한 사항
- 국가유공자단체·대한민국재향군인회 및 국가유공자자활용사촌 등의 운영지원
- 국가유공자복지시설 및 보훈회관의 관리
- 국가유공자에 대한 예우에 관한 사항
- 국가유공자 등에 대한 의료지원 및 보건에 관한 사항
- 국가유공자 등에 대한 취업지원 및 취업자사후관리
- 국가유공자 등의 직업훈련에 관한 사항
- 국가유공자 등의 등록 및 결정과 상이·장애 등급 판정결과 통지 등 신체검사에 관한 사항
- 각종 보훈급여금의 지급 및 환수 등에 관한 사항
- 국가유공자 등에 대한 교육지원과 나라사랑정신 함양 및 안보의식 고취를 위한 교육에 관한 사항
- 국가유공자 등에 대한 대부와 그 사후관리
- 국가유공자 등에 대한 주택지원
- 이동보훈복지팀의 운영 및 국가유공자 등에 대한 복지지원에 관한 사항
- 현충시설의 관리·감독 및 지원에 관한 사항
- 제대군인에 대한 취업·창업 지원에 관한 사항
- 제대군인에 대한 직업교육훈련에 관한 사항
- 행정심판 및 소송업무 수행
- 소속 보훈지청에 대한 업무의 지휘·감독

## 연혁
- 1961년 7월 29일: 군사원호청 소속으로 광주지청을 설치하고 소속기관으로 전주·이리·목포·강진·순천출장소를 둠.[2]
- 1962년 5월 12일: 원호처 소속 광주지방원호청으로 개편. 출장소를 지청으로 개편하고 직할지청 설치.[3]
- 1969년 9월 20일: 직할지청을 광주지청으로 개편.[4]
- 1972년 2월 15일: 지청을 지방원호지청으로 개편.[5]
- 1981년 11월 2일: 광주지방원호청을 광주원호청으로, 지방원호지청을 원호지청으로 개편. 광주원호지청 폐지.[6]
- 1985년 1월 1일: 국가보훈처 소속 광주지방보훈청으로 개편하고 원호지청을 보훈지청으로 개편.[7]
- 1995년 2월 1일: 강진보훈지청 폐지.[8]
- 1995년 7월 13일: 이리보훈지청을 익산보훈지청으로 개편.[9]
- 2016년 1월 1일: 순천·목포·전주·익산보훈지청을 각각 전남동부·전남서부·전북동부·전북서부보훈지청으로 개편.[10]
- 2023년 6월 5일: 국가보훈부 소속으로 변경.

## 관할구역
- 광주광역시
- 전라남도 나주시·담양군·장성군·화순군·강진군·장흥군·해남군·완도군

## 조직

### 청장
- 총무과[11]
- 보훈과[11]
- 보상과[12]
- 복지과[12]
- 제대군인지원센터[12]

### 소속기관
보훈지청
| 명칭             | 위치                                     | 관할구역                                                               |
| ---------------- | ---------------------------------------- | ---------------------------------------------------------------------- |
| 전남동부보훈지청 | 전라남도 순천시 팔마2길 7                | 전라남도 순천시·여수시·광양시·곡성군·구례군·보성군·고흥군              |
| 전남서부보훈지청 | 전라남도 목포시 관해로 29                | 전라남도 목포시·무안군·영광군·진도군·함평군·신안군·영암군              |
| 전북동부보훈지청 | 전북특별자치도 전주시 완산구 홍산남로 10 | 전북특별자치도 전주시·남원시·완주군·진안군·장수군·임실군·순창군·무주군 |
| 전북서부보훈지청 | 전북특별자치도 익산시 선화로1길 58-5     | 전북특별자치도 익산시·군산시·정읍시·김제시·부안군·고창군               |

## 같이 보기
- 국립임실호국원
- 국립5·18민주묘지관리소